# Alain Romans
Alain Romans, född 13 januari 1905, död 19 december 1988, var en polsk-fransk jazzmusiker och kompositör. Han studerade i Leipzig, Berlin, och Paris. Bland annat med Vincent d'Indy som lärare. Senare under karriären arbetade han med bland andra Josephine Baker och Django Reinhardt.
Romans skrev filmmusik till 12 filmer, den första film han komponerade musiken till var Marc Allégrets film Zouzou (1934). Men han är nog mest känd för att ha komponerat musiken till Jacques Tatis komedier Semestersabotören (1953) och Min onkel (1959).

## Läs mer
- Alain Romans på Internet Movie Database (engelska)